# Phalacrus perfusorius
Phalacrus perfusorius là một loài bọ cánh cứng trong họ Phalacridae. Loài này được Lyubarsky miêu tả khoa học năm 2003.